# V Governo Regional dos Açores

## Composição, nomeação e exoneração do V Governo Regional dos Açores
Os membros do V Governo Regional dos Açores:
| Cargo                                                                    | Detentor                                 | Partido                                        | Partido | Período                                        |
| ------------------------------------------------------------------------ | ---------------------------------------- | ---------------------------------------------- | ------- | ---------------------------------------------- |
| Presidente do Governo Regional dos Açores                                | João Bosco Soares da Mota Amaral         |                                                | PPD/PSD | 28 de outubro de 1992 a 20 de outubro de 1995  |
| Secretário Regional da Administração Interna                             | João Bosco Soares da Mota Amaral         | 28 de outubro de 1992 a 15 de janeiro de 1993  | PPD/PSD |                                                |
| Secretário Regional da Economia                                          | João Bosco Soares da Mota Amaral         | 28 de outubro de 1992 a 21 de junho de 1993    | PPD/PSD |                                                |
| Secretário Regional das Finanças e Planeamento                           | Gualter José Andrade Furtado             |                                                | PPD/PSD | 28 de outubro de 1992 a 15 de janeiro de 1993  |
| Secretário Regional das Finanças, Planeamento e Administração Pública    | Gualter José Andrade Furtado             | 15 de janeiro de 1993 a 13 de setembro de 1993 | PPD/PSD |                                                |
| Secretário Regional das Finanças, Planeamento e Administração Pública    | Joaquim José Santos de Bastos e Silva    |                                                | PPD/PSD | 13 de setembro de 1993 a 20 de outubro de 1995 |
| Secretário Regional da Juventude e Recursos Humanos                      | António José Gaspar da Silva             |                                                | PPD/PSD | 28 de outubro de 1992 a 15 de janeiro de 1993  |
| Secretário Regional da Juventude, Emprego, Comércio, Indústria e Energia | António José Gaspar da Silva             | 15 de janeiro de 1993 a 20 de outubro de 1995  | PPD/PSD |                                                |
| Secretário Regional da Educação e Cultura                                | Aurélio Henrique Silva Franco da Fonseca |                                                | PPD/PSD | 28 de outubro de 1992 a 20 de outubro de 1995  |
| Secretário Regional da Saúde e Segurança Social                          | António Manuel Goulart Lemos de Menezes  |                                                | PPD/PSD | 28 de outubro de 1992 a 20 de outubro de 1995  |
| Secretário Regional da Agricultura e Pescas                              | Adolfo Ribeiro Lima                      |                                                | PPD/PSD | 28 de outubro de 1992 a 20 de outubro de 1995  |
| Secretário Regional do Turismo e Ambiente                                | Eugénio Manuel Pereira Leal              |                                                | PPD/PSD | 28 de outubro de 1992 a 20 de outubro de 1995  |
| Secretário Regional da Habitação e Obras Públicas                        | Américo Natalino Pereira de Viveiros     |                                                | PPD/PSD | 28 de outubro de 1992 a 15 de janeiro de 1993  |
| Secretário Regional das Obras Públicas, Transportes e Comunicações       | Américo Natalino Pereira de Viveiros     | 15 de janeiro de 1993 a 8 de junho de 1994     | PPD/PSD |                                                |
| Secretário Regional das Obras Públicas, Transportes e Comunicações       | Jaime de Carvalho de Medeiros            |                                                | PPD/PSD | 8 de Junho de 1994 a 20 de outubro de 1995     |
| Subsecretário Regional da Cooperação Externa                             | Rolando Lima Lalanda Gonçalves           |                                                | PPD/PSD | 28 de outubro de 1992 a 20 de outubro de 1995  |
| Subsecretário Regional da Comunicação Social                             | José Joaquim Ferreira Machado            |                                                | PPD/PSD | 28 de outubro de 1992 a 20 de outubro de 1995  |